# 外交防衛委員会

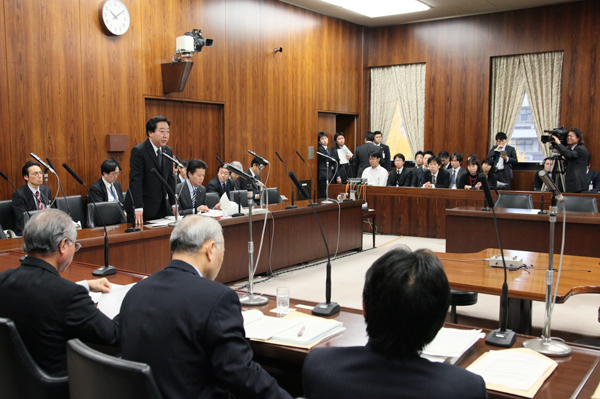
2011年12月、参議院外交防衛委員会の様子

外交防衛委員会（がいこうぼうえいいいんかい）は、日本の参議院における常任委員会の一つ。国会法第41条3項4号に規定される。

## 概要
外交防衛委員会は参議院のみに置かれる常任委員会である。外交防衛委員会が最初に置かれたのは、2001年1月31日に召集された第151回国会である。外交防衛委員会は議院規則により所管が定められており、外務省、防衛省、国家安全保障会議所管のうちを対象とする（参議院規則74条4号）。
委員会の委員は、議院において選任される（国会法42条1項）。委員の選任は、すべて議長の指名によって行われる（参議院規則30条1項）。実際には、各議院運営委員会において、各会派の議席数に応じて各委員会の委員の員数も配分され、個別の人事は配分された員数の範囲内で各会派によって行われる。
委員長は、委員の互選（国会法第25条）もしくは議長において指名（参議院規則16条2項）で選任されると定められているが、後者の場合がほとんどである。この場合、事前に各会派間で協議された常任委員長各会派割当てと会派申出の候補者に基づいておこなわれる。なお、委員長に事故があった場合は理事が職務を行うことになっている（参議院規則31条3項）。
理事の選任は委員の互選（衆議院規則第38条第2項、参議院規則32条2項）となっているが、第1回国会以来すべて委員長の指名により行われている。理事の員数および各会派割当ては議院運営委員会で決定した基準により、選挙など会派の構成が大きく変わった際に見直される。
衆議院では外務委員会で外務省所管事項、安全保障委員会で防衛省所管、国家安全保障会議所管事項を議論する。
2001年1月に中央省庁再編が行われて設置された委員会であり、第142回国会から第150回国会までは外交・防衛委員会、第1回国会から第141回国会までは外務委員会が外交防衛委員会の役割を担っていた。

## 参議院

### 組織
参議院外交防衛委員会の員数は21人である（参議院規則74条）。委員長1名、理事数名が選出または指名される（参議院規則第16条及び31条）。
参議院外交防衛委員会の組織
2024年（令和6年）11月30日現在
| 役職           | 氏名       | 所属会派               |
| -------------- | ---------- | ---------------------- |
| 外交防衛委員長 | 滝沢求     | 自由民主党             |
| 理事           | 佐藤正久   | 自由民主党             |
| 理事           | 若林洋平   | 自由民主党             |
| 理事           | 塩村あやか | 立憲民主・社民・無所属 |
| 理事           | 三浦信祐   | 公明党                 |
| 理事           | 柳ヶ瀬裕文 | 日本維新の会           |
| 委員           | 有村治子   | 自由民主党             |
| 委員           | 生稲晃子   | 自由民主党             |
| 委員           | 猪口邦子   | 自由民主党             |
| 委員           | 小林一大   | 自由民主党             |
| 委員           | 中曽根弘文 | 自由民主党             |
| 委員           | 堀井巌     | 自由民主党             |
| 委員           | 松川るい   | 自由民主党             |
| 委員           | 広田一     | 立憲民主・社民・無所属 |
| 委員           | 福山哲郎   | 立憲民主・社民・無所属 |
| 委員           | 山口那津男 | 公明党                 |
| 委員           | 松沢成文   | 日本維新の会           |
| 委員           | 榛葉賀津也 | 国民民主党・新緑風会   |
| 委員           | 山添拓     | 日本共産党             |
| 委員           | 伊波洋一   | 沖縄の風               |
| 委員           | 髙良鉄美   | 沖縄の風               |

### 所管事項
参議院外交防衛委員会の所管事項は以下の通り（参議院規則74条）。
1. 外務省の所管に属する事項
2. 防衛省の所管に属する事項
3. 国家安全保障会議の所管に属する事項

国政調査案件
1. 外交、防衛等に関する事項

## 所管国務大臣
委員会が審査又は調査を行うときは、政府に対する委員の質疑は、国務大臣又は内閣官房副長官、副大臣若しくは大臣政務官に対して行う（衆議院規則45条の2、参議院規則42条の2）。どの国務大臣等に対して出席を求めるかは、各議院の委員会において、委員長及び理事の協議で決定される。外交防衛委員会において出席を求められる主な国務大臣等は、以下の通り。
- 外務大臣
  - 岩屋毅（自由民主党）
- 外務副大臣
  - 藤井比早之（自由民主党）
  - 宮路拓馬（自由民主党）
- 外務大臣政務官
  - 松本尚（自由民主党）
  - 生稲晃子（自由民主党）
  - 英利アルフィヤ（自由民主党）
- 防衛大臣
  - 中谷元（自由民主党）
- 防衛副大臣
  - 本田太郎（自由民主党）
- 防衛大臣政務官
  - 金子容三（自由民主党）
  - 小林一大（自由民主党）
- 大臣補佐官
  - 若宮健嗣（自由民主党）

## エピソード
- 2008年10月28日の参議院外交防衛委員会において民主党の牧山弘恵議員が、当時の麻生太郎首相に『では総理、突然の質問なんですが、この即席めん、今幾らぐらいで買えると思いますか。いわゆるカップラーメン、一つ幾らぐらいだと思うか、御存じでしょうか』とカップ麺の価格を質問し[5][6]、その内容が翌2009年1月20日の予算委員会での石井一議員による『漢字テスト』と共に話題となった。